# 維特維察
48°59′26″N 23°50′38″E / 48.99056°N 23.84389°E
維特維察（烏克蘭語：Витвиця），是烏克蘭西部伊萬諾-弗蘭科夫斯克州卡盧什區维特维察市镇内的村落及其行政中心。始建於1450年，面積45.85平方公里，海拔高度411米，2001年人口1,255。